# L'Adunata dei Refrattari
L'Adunata dei Refrattari («La Asamblea de los Refractarios») fue un periódico de ideología anarquista en italiano publicado en Nueva York entre el 15 de abril de 1922 y el 24 de abril de 1971.

## Historia
El periódico fue fundado con el pleno apoyo del grupo que hacía referencia a Luigi Galleani.
Entre 1922 y 1927, la cabecera fue dirigida por Costantino Zonchello, al que siguió Ilario Margarita. En 1928, asumió la dirección Max Sartin, pseudónimo de Raffaele Schiavina, que ocupó dicho puesto hasta la misma clausura de la publicación en 1971.
La publicación obtuvo relevancia conocida dentro y fuera de los círculos anarquistas y tuvo una gran importancia en el apoyo proporcionado en su tiempo al comité a favor de Sacco y Vanzetti. En el periódico colaboraron personalidades tales como Camillo Berneri, Armando Borghi, Virgilio Gozzoli, Errico Malatesta, Armando Borghi, Gigi Damiani y Michele Schirru. En L'Adunata dei Refrattari del 11 de mayo de 1929, bajo el título I nostri caduti: Dante Carnesecchi («Nuestros caídos: Dante Carnesecchi»), apareció el encomio fúnebre hacia Dante Carnesecchi con la firma del futurista de izquierda Auro d'Arcola (Tintino Persio Rasi).
L'Adunata dei Refrattari se publicó con periodicidad semanal durante más de 40 años para después pasar a ser quincenal. El director clandestino siguió siendo Max Sartin, en primer lugar como perseguido por los fascistas por ser miliciano de los Arditi del Popolo e ideólogo de un atentado contra el cónsul fascista de París, y después porque estaba siendo investigado en Estados Unidos por subversivo y, por tanto, sujeto a una orden de expulsión. Max Sartin consiguió que la enorme colección de números de L'Adunata fuese depositada en la Biblioteca Pública de Boston y registrada bajo el nombre de «Fondo L'Adunata».

## Los periódicos anarquistasitaloestadounidenses
En Estados Unidos, a pesar de que no había una estructura organizativa de los anarquistas en el territorio, además de L'Adunata dei Refrattari, se publicaron otros muchos periódicos en italiano: La questione sociale, Il Martello de Carlo Tresca, Germinal, Cronaca sovversiva y Controcorrente, publicados en las ciudades de Boston y Chicago.
Se trataba de periódicos de muy baja tirada. Además de estos, también había otros de ámbito propagandística o sindical, que se redactaban en las áreas mineras y en California. La elección de anarquistas italoestadounidenses y de refugiados a causa del fascismo permitió una propaganda eficiente de la ideología anarquista entre los inmigrantes. Estas publicaciones a menudo actuaban como «lugares de encuentro» para intercambios culturales y para la organización de eventos sociales no necesariamente ligados a la ideología política.